# Список объектов, названных в честь Лагранжа
Существует несколько математических и физических объектов, носящих имя французского математика XVIII века Луи Жозефа Лагранжа:
Теоремы
- Теорема Лагранжа в математическом анализе — см. формула конечных приращений
- Теорема Лагранжа (теория групп)
- Теорема Лагранжа (теория чисел)
- Теорема Лагранжа о сумме четырёх квадратов
- Теорема Лагранжа о цепных дробях
- Теорема Лагранжа об устойчивости равновесия
- Теорема Лагранжа об обращении рядов
- Теорема Лагранжа — Гельмгольца — см. закон Лагранжа — Гельмгольца

Законы
- Закон Лагранжа — Гельмгольца в оптике

Уравнения
- Уравнения Эйлера — Лагранжа в вариационном анализе
- Уравнения Лагранжа первого и второго рода — в теоретической механике.
- Уравнение Лагранжа — Даламбера — обыкновенное дифференциальное уравнения вида {\displaystyle y=xf(y')+g(y')}

Тождества
- См. формула Лагранжа для векторного произведения
- Тождество Лагранжа[англ.] — для билинейных дифференциальных форм  (см. Камке Е. Справочник по обыкновенным дифференциальным уравнениям). Его обобщение — формула Грина.
- Тождество (равенство) Лагранжа — выражение второй производной от момента инерции системы материальных точек через кинетическую энергию и однородную потенциальную энергию. {\displaystyle {\frac {\partial ^{2}J}{\partial t^{2}}}=2(U-2K)}

Формулы
- Формула конечных приращений
- Сопряжённое дифференциальное выражение
- Для двойного векторного произведения

Интегралы
- Интеграл Лагранжа — Коши — в гидродинамике идеальной жидкости.
- Интеграл Лагранжа — либо первый интеграл лагранжиана, либо его интеграл по времени (см. принцип Гамильтона)

Леммы
- Лемма Лагранжа — основная лемма вариационного исчисления

Методы
- Метод множителей Лагранжа
- Метод Лагранжа (дифференциальные уравнения) — метод вариации постоянной для решения неоднородных дифференциальных уравнений
- Метод Лагранжа — Шарпи — нахождение общего интеграла дифференциального уравнения первого порядка (см. Камке Е. Справочник по дифференциальным уравнениям в частных производных первого порядка)
- Метод Лагранжа приведения квадратичной формы к каноническому виду

Прочее
- Интерполяционный многочлен Лагранжа
- Лагранжева механика
- Производная Лагранжа (конвективная производная)
- Лагранжиан
- Точки Лагранжа (точки либрации) в небесной механике
- Остаточный член ряда в форме Лагранжа